# عمر شبلي
عمر شبلي (1945 - 17 مايو 2007) ويعرف باسم أبو أحمد حلب، هو مناضل وسياسي فلسطيني، ولد في حيفا، حيث كان قد هاجر مع عائلته إلى مدينة حلب في سوريا عام 1948، وعمل بجبهة التحرير الفلسطينية حيث قضى عمره مدافعاً قوياً عن شعبه الفلسطيني.

## حياته المهنية
في المؤتمر الخامس انتخب عضوًا في اللجنة المركزية لجبهة التحرير الفلسطينية وفي المؤتمر السادس أصبح عضوًا في المكتب السياسي وانتخب مرةً أخرى ليصبح عضوًا في المجلس الوطني الفلسطيني عام 1979، ومن ثم عمل عضواً في المجلس المركزي عام 1987، ثم عاد الى الأراضي الفلسطينية عام 1994 في بداية اتفاقية أوسلو، حيث عُين نائب الأمين العام لجبهة التحرير الفلسطينية في عام 1998 وعمل مديرًا عامًا ووكيل مساعد في وزارة الداخلية، وبقي في منصبه هذا حتى العام 2003.
بعد استشهاد الأمين العام لجبهة التحرير أبو العباس عام 2004 أثناء اعتقال الاحتلال الأمريكي له في سجون العراق. أصبح شبلي الأمين العام حتى وفاته في 13 مايو 2007 ليستلم من بعده واصل أبو يوسف.

## أوسمة
منحه رئيس دولة فلسطين محمود عباس في 22 أكتوبر 2013 وسام الاستحقاق والتميز الفلسطيني؛ نتيجة لدوره الوطني المتميز ولتكريس حياته من أجل شعبة وقضيته الفلسطينية والدفاع عن منظمة التحرير الفلسطينية وقد استلمت عائلته الوسام في العاصمة البلجيكية.